# Amma Asante
Pour les articles homonymes, voir Amma Asante (femme politique) et Asante.
Amma Asante, née le 13 septembre 1969 à Lambeth, est une scénariste, réalisatrice et actrice britannique.

## Biographie
Amma Asante est née en septembre 1969 à Lambeth (Londres), de parents ghanéens : sa mère était une entrepreneuse qui possédait sa propre entreprise de cosmétiques et d'épicerie africaine, et son père était comptable,,.
Elle fréquente, à 10 ans, la Barbara Speake Stage School (en) à Acton, où elle suit une formation en danse et en théâtre. Elle a ensuite l'opportunité de participer à plusieurs tournages comme la série télé Grange Hill (en), et d'autres. Elle est aussi présentatrice de The Children's Channel (en) pendant un an.
Devenue scénariste et productrice de sitcoms, elle parvient à réaliser ensuite plusieurs films, dont A Way of Life (en) (2004), Belle (2013), ou A United Kingdom (2016), inspiré par la vie de Seretse Khama,.
Elle a également réalisé deux épisodes de la série The Handmaid's Tale : La Servante écarlate en 2019.

## Filmographie

### Actrice
- 1986-1987 : Grange Hill (en) : Cheryl Webb (32 épisodes)
- 1988 : No Frills (en) : Sharma
- 1989 : The Bill : Secrétaire
- 1990 : Desmond's (en) : Veronica
- 1990 : Freddie and Max : Femme de ménage
- 1991 : The Best of Friends de Alvin Rakoff : La femme à la recherche de Dieu (non créditée)
- 1993-1994 : Birds of a Feather (en) : Sydnee / Angela (Voix. 2 épisodes)
- 2020 : Hush Little Baby de Deola Folarin : Funmi (Court métrage)

### Productrice
- 1988 : Brothers and Sisters

### Réalisatrice
- 2004 : A Way of Life (en)
- 2013 : Belle
- 2016 : A United Kingdom
- 2018 : Where Hands Touch (en)
- 2019 : The Handmaid's Tale : La Servante écarlate (Saison 3, épisode 3 et épisode 4)
- 2020 : The Only Gadget You'll Ever Need (Publicité)
- 2020 : Mrs. America (Épisode 3 et 4)
- 2021 : A Letter to Loved Ones (Court métrage)

### Scénariste
- 1988 : Brothers and Sisters
- 2004 : A Way of Life (en)
- 2018 : Where Hands Touch (en)